# Bertram (Texas)
Bertram è un centro abitato degli Stati Uniti d'America, situato nella contea di Burnet dello Stato del Texas.

## Geografia fisica
Bertram è situata a 30°44′39″N 98°03′21″W. Si trova 10 km a est di Burnet e 37 km a nord ovest di Austin.
Secondo lo United States Census Bureau, ha un'area totale di 1,1 miglia quadrate (2,8 km²).

## Società

### Evoluzione demografica
Secondo il censimento del 2000, c'erano 1.122 persone, 387 nuclei familiari, e 280 famiglie residenti nella città. La densità di popolazione era di 1.031,3 persone per miglio quadrato (397,4/km²). C'erano 434 unità abitative a una densità media di 398,9 per miglio quadrato (153,7/km²). La composizione etnica della città era formata dall'88,24% di bianchi, lo 0,89% di afroamericani, lo 0,62% di nativi americani, lo 0,09% di isolani del Pacifico, il 9,09% di altre razze, e l'1.07% di due o più etnie. Ispanici o latinos di qualunque razza erano il 21,21% della popolazione.
C'erano 387 nuclei familiari di cui il 36,2% avevano figli di età inferiore ai 18 anni, il 62,0% erano coppie sposate conviventi, il 7,2% aveva un capofamiglia femmina senza marito, e il 27,4% erano non-famiglie. Il 25,6% di tutti i nuclei familiari erano individuali e il 13,7% aveva componenti con un'età di 65 anni o più che vivevano da soli. Il numero di componenti medio di un nucleo familiare era di 2,69 e quello di una famiglia era di 3,24.
La popolazione era composta dal 24,6% di persone sotto i 18 anni, l'8.7% di persone dai 18 ai 24 anni, il 27,5% di persone dai 25 ai 44 anni, il 20,7% di persone dai 45 ai 64 anni, e il 18,5% di persone di 65 anni o più. L'età media era di 37 anni. Per ogni 100 femmine c'erano 90,2 maschi. Per ogni 100 femmine dai 18 anni in giù, c'erano 88,8 maschi.
Il reddito medio di un nucleo familiare era di 36.250 dollari, e quello di una famiglia era di 42.031 dollari. I maschi avevano un reddito medio pro capite di 29.688 dollari contro i 20.179 dollari delle femmine. Il reddito medio pro capite era di 14.132 dollari. Circa il 7,0% delle famiglie e l'8.3% della popolazione erano sotto la soglia di povertà, incluso l'8.3% di persone sotto i 18 anni e il 22,0% di persone di 65 anni o più.